# 萊氏雙冠麗魚
萊氏雙冠麗魚，為輻鰭魚綱鱸形目隆頭魚亞目慈鯛科的其中一種，分布於中美洲哥斯大黎加及巴拿馬太平洋岸的淡水流域，體長可達15公分，棲息在沙底質溪流的中底層水域，屬雜食性，以昆蟲、種子等為食，生活習性不明。

## 擴展閱讀
維基物種上的相關：萊氏雙冠麗魚